# Sonevilay Phetviengsy
Sonevilay Phetviengsy (laotisch ສອນວິໄລ ເພັດວຽງສີ; * 27. März 2004) ist ein laotischer Fußballspieler.

## Karriere
Sonevilay Phetviengsy steht seit Mitte 2022 beim Erstligisten Master 7 FC unter Vertrag. Am Ende der Saison 2022 und 2023 wurde er mit dem Verein aus der Hauptstadt Vientiane laotischer Vizemeister.
Seit Dezember 2024 ist er A-Nationalspieler seines Landes.

## Erfolge
Master 7 FC
- Laotischer Vizemeister: 2022, 2023